# Пан (спътник)
Вижте пояснителната страница за други значения на Пан.
Пан е естествен спътник на Сатурн, носещ името на бога от древногръцката митология Пан. Открит е от Марк Шоуолтър през 1990 г. при анализ на снимки заснети от Вояджър 2. Пан лежи в делението на Енке и е спътник овчар, поддържащ делението. Гравитацията му поражда „вълни“ в съседния материал от пръстените, които всъщност са довели до откритието му.

## Предположение за съществуването на спътника
Съществуването на спътника е предвидено от Джефри Кузи и Джефри Скаргъл през 1985 г., при моделиране на гравитационното въздействие на спътника върху съседния материал. Предвидена е голяма полуос от 133 603 ± 10 km и маса от 5–10 × 10-12 сатурнови маси, при положение че съществува само един спътник на подобна орбита. Действителната голяма полуос на Пан е 133 583 km, а масата му е 2,7 × 1015 kg, или 4,7 × 10-12 сатурнови маси.
Спътникът впоследствие е открит на 11° от предвидената позиция. След проведеното търсене с помощта на компютър, който изчислява на кои от всички снимки на Вояджър 2 Пан би могъл да бъде наблюдаван, спътникът е открит на 11 от тях.

## Кръщаване
След откритието си Пан получава предварителното означение S/1981 S 13. Като алтернатива се използва и Сатурн 18. Спътникът получва името си на 16 септември 1991 г. Кръстен е на богът покровител на пастирите Пан от древногръцката митология. Това е препратка към типа на спътника, който е спътник овчар.